# NGC 4053
NGC 4053 је спирална галаксија у сазвежђу Береникина коса која се налази на NGC листи објеката дубоког неба.
Деклинација објекта је + 19° 43' 45" а ректасцензија 12h 3m 11,5s. Привидна величина (магнитуда) објекта NGC 4053 износи 13,9 а фотографска магнитуда 14,8. NGC 4053 је још познат и под ознакама UGC 7029, MCG 3-31-24, CGCG 98-32, PGC 38069.